# Рт Врангел
Рт Врангел (енгл. Cape Wrangell) је најзападнија тачка Аљаске и Северне Америке. Налази се на 52°55‘ СГШ и 172°28° ИГД.

## Географија
Рт је смештен на острву Ату, које је припада скупини Нир, у оквиру Алеутских острва у Тихом океану. Име је добио по руском истраживачу, барону и морепловцу Фердинанду Врангелу.